# 轴六枪虫
轴六枪虫（学名：Hexacontium axotrias）为三轴球虫科六枪虫属的动物。分布于北太平洋，包括东海等海域。